# Rhysium bimaculatum
Rhysium bimaculatum är en skalbaggsart som beskrevs av Francis Polkinghorne Pascoe 1866. Rhysium bimaculatum ingår i släktet Rhysium och familjen långhorningar. Inga underarter finns listade i Catalogue of Life.